# Marchaux-Chaudefontaine
Marchaux-Chaudefontaine is een gemeente in het Franse departement Doubs (regio Bourgogne-Franche-Comté). De plaats maakt deel uit van het arrondissement Besançon. Marchaux-Chaudefontaine is op 1 januari 2018 ontstaan door de fusie van de gemeenten Chaudefontaine en Marchaux. De gemeente telde 1.429 inwoners op 1 januari 2022.

## Geografie
De oppervlakte van Marchaux-Chaudefontaine bedraagt 16,39 km2, de bevolkingsdichtheid is 90 inwoners per km2 (per 1 januari 2019).
De onderstaande kaart toont de ligging van Marchaux-Chaudefontaine met de belangrijkste infrastructuur en aangrenzende gemeenten.

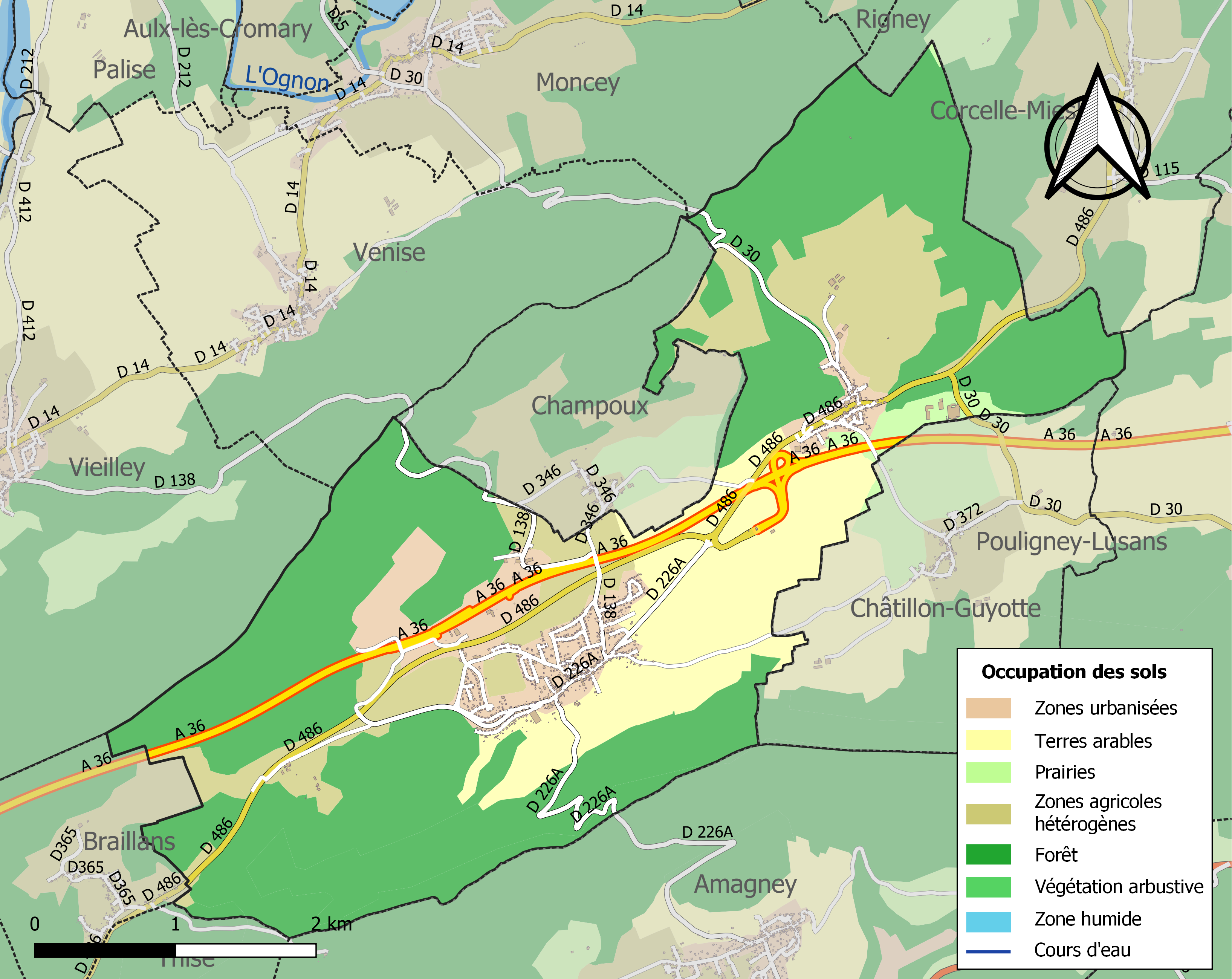